# جمهورية جنوب شرق أوكرانيا ذاتية الحكم

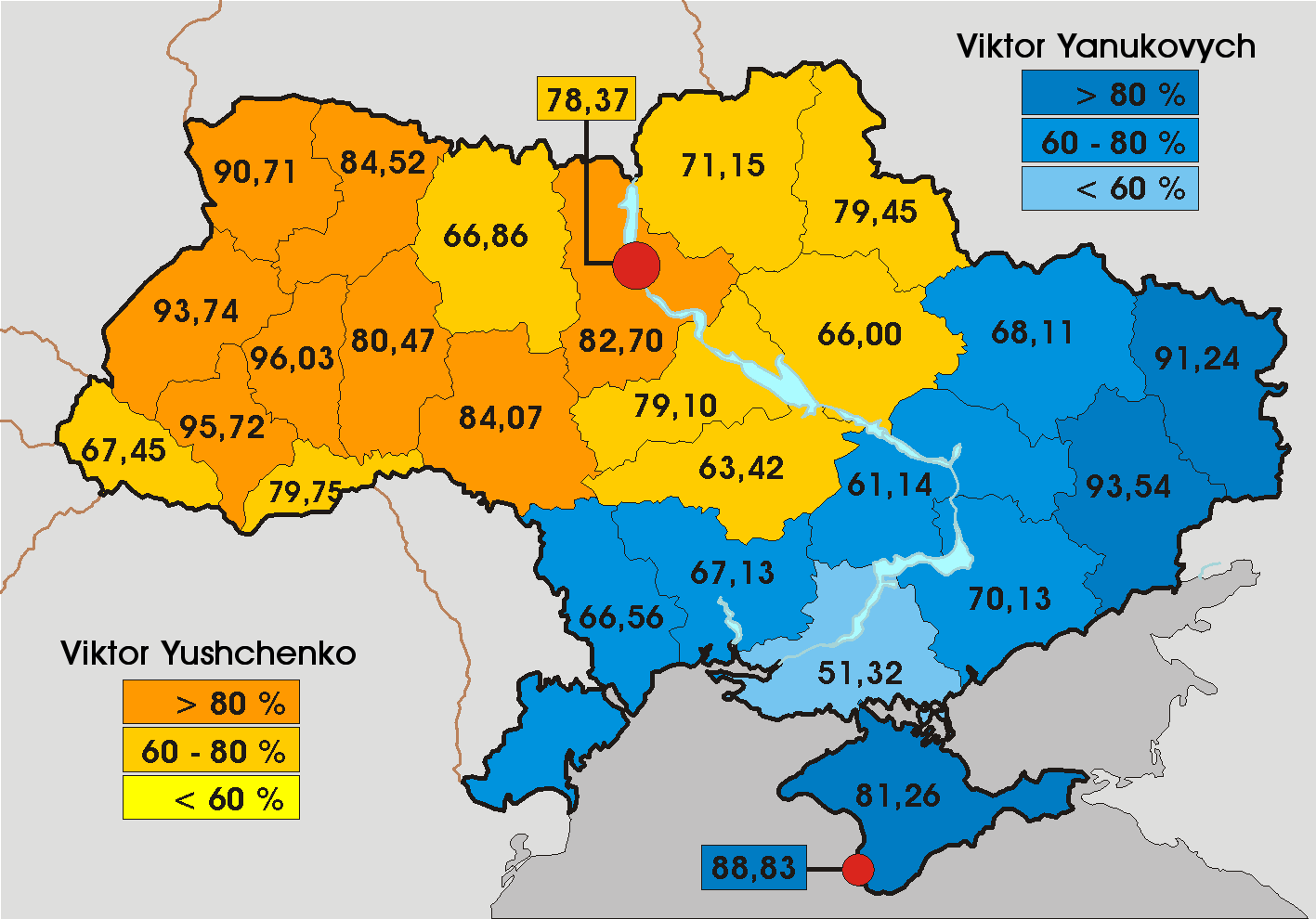
نتائج الجولة الثانية من الانتخابات الرئاسية في أوكرانيا عام 2004. المناطق التي حصلت فيها أغلبية الأصوات على فيكتور يانوكوفيتش (باللون الأزرق)، كان من المفترض أن يجتمع بادئو المشروع كجزء من جمهورية جنوب شرق أوكرانيا ذاتية الحكم.

جمهورية جنوب شرق أوكرانيا ذاتية الحكم (بالأوكرانية: Південно-Східна
Українська Автономна Республіка) كانت مشروعًا سياسيًا أوكرانيًا للسياسيين والمسؤولين المؤيدين لفيكتور يانوكوفيتش في عام 2004. بدأ المشروع في 26 نوفمبر 2004 من قبل مجلس لوهانسك أوبلاست، وقد أوقف في الشهر التالي من قبل مجلس أوبلاست دونيتسك. كان يتفرض أن تتكون الجمهورية من تسع مناطق في أوكرانيا.
نشأت فكرة إنشاء الكيان السياسي في جلسة لمجلس لوهانسك أوبلاست برئاسة فيكتور تيخونوف وحضرها أولكسندر يفريموف. تبنت الجلسة قرارًا بوقف التبعية للإدارة الأقليمية لأوبلاست لوهانسك وإنشاء لجنة تنفيذية منفصلة برئاسة أولكسندر يفريموف. شملت الجلسة أيضًا مراجعة من قبل مؤتمر هيئات الحكم الذاتي المحلي والسلطة التنفيذية في الأراضي الجنوبية الشرقية لأوكرانيا اقتراحًا في تنظيم مجموعة العمل بإنشاء مؤسسات الضرائب والدفع والمصارف والتمويل في أراضي جنوب شرق البلاد.
صرح عمدة دونيتسك أولكسندر لوكيانشنكو، مع ذلك، أن لا أحد يريد الحكم الذاتي، بل سعى إلى وقف مظاهرات الثورة البرتقالية في ذلك الوقت في كييف والتفاوض على حل وسط.

## روابط خارجية
- كراوتش، د. شرق أوكرانيا يهدد الحكم الذاتي. الغارديان. 28 نوفمبر 2004.
- كوزيو، ت. أوكرانيا: لقد تجاوزت المخاوف بين الغرب والشرق. تحليلات أكسفورد. 2 ديسمبر 2004.